# ایتالو گالبیاتی
ایتالو گالبیاتی(به ایتالیایی: Italo Galbiati) (زاده ۸ اوت ۱۹۳۷ - درگذشتهٔ ٨ مارس ۲۰٢٣) مربی ایتالیایی بود. وی دستیار فابیو کاپلو در تیم ملی روسیه و در تیم‌های میلان، رم، یوونتوس، رئال مادرید و تیم ملی انگلیس دستیار کاپلو بود.